# Liste des matchs de l'équipe de Finlande de football par adversaire
Cette liste présente les matchs de l'équipe de Finlande de football par adversaire rencontré. Lorsqu'une rivalité footballistique particulière existe entre la Finlande et un autre pays, une page spécifique est parfois proposée.
- Haut – A
- B
- C
- D
- E
- F
- G
- H
- I
- J
- K
- L
- M
- N
- O
- P
- Q
- R
- S
- T
- U
- V
- W
- X
- Y
- Z

## A

### Algérie
| Date           | Lieu                    | Match              | Score | Compétition      |
| 8 février 1989 | Ta' Qali Stadium, Malte | Algérie - Finlande | 2-0   | Tournoi de Malte |

Bilan partiel
- Total de matchs disputés : 1
- Victoires de l'équipe de Finlande : 0
- Victoires de l'équipe d'Algérie : 1
- Matchs nuls : 0

### Allemagne de l'Est (RDA)
| Date             | Lieu                             | Match          | Score | Compétition                                |
| 6 septembre 1959 | Helsinki ( Finlande)             | Finlande - RDA | 3-2   | Match amical                               |
| 30 octobre 1960  | Rostock ( Allemagne de l'Est)    | RDA - Finlande | 5-1   | Match amical                               |
| 7 octobre 1972   | Dresde ( Allemagne de l'Est)     | RDA - Finlande | 5-0   | Qualifications pour la Coupe du monde 1974 |
| 6 juin 1973      | Tampere ( Finlande)              | Finlande - RDA | 1-5   | Qualifications pour la Coupe du monde 1974 |
| 16 mars 1983     | Magdebourg ( Allemagne de l'Est) | RDA - Finlande | 3-1   | Match amical                               |
| 20 août 1986     | Lahti ( Finlande)                | Finlande - RDA | 1-0   | Match amical                               |
| 22 mars 1989     | Dresde ( Allemagne de l'Est)     | RDA - Finlande | 1-1   | Match amical                               |

Bilan
- Nombre de matchs joués : 7
- Victoires de la RDA : 4
- Victoires de la Finlande : 2
- Matchs nuls : 1

### Andorre
| Date             | Lieu                       | Match              | Score | Compétition                                |
| 4 septembre 2004 | Tampere Finlande           | Finlande - Andorre | 3 - 0 | Qualifications pour la Coupe du monde 2006 |
| 3 septembre 2005 | Andorre-la-Vieille Andorre | Andorre - Finlande | 0 - 0 | Qualifications pour la Coupe du monde 2006 |

Bilan
- Total de matchs disputés : 2
- Victoires de l'équipe d'Andorre : 0
- Victoires de l'équipe de Finlande : 1
- Match nul : 1

## B

### Barbade

#### Confrontations
Confrontations entre la Barbade et la Finlande en matchs officiels :
|   | Date            | Lieu       | Match              | Score | Compétition  |
| - | --------------- | ---------- | ------------------ | ----- | ------------ |
| 1 | 26 janvier 2003 | Bridgetown | Barbade - Finlande | 0-0   | Match amical |

#### Bilan
Au 28 juillet 2018 :
- Total de matchs disputés : 1
- Victoires de la Barbade : 0
- Matchs nuls : 1
- Victoires de la Finlande : 0
- Total de buts marqués par la Barbade : 0
- Total de buts marqués par la Finlande : 0

## Belgique
Les confrontations Belgique-Finlande En match Dessiccatif 
| 6 juin 2007     | Helsinki         | Finlande- Belgique  | 2-0 | Q euro 2008 |
| 13 Octobre 2007 | Bruxelles        | Belgique - Finlande | 0-0 | Q EURO 2008 |
| 21 Juin 2021    | Saint Petersburg | Finlande- Belgique  | 0-2 | Euro 2020   |
| --------------- | ---------------- | ------------------- | --- | ----------- |

### Brésil
| Date          | Lieu     | Match             | Score | Compétition  |
| 17 avril 1986 | Brasilia | Brésil - Finlande | 3-0   | Match amical |
| 28 mai 1987   | Helsinki | Finlande - Brésil | 2-3   | Match amical |
| 15 avril 1992 | Cuiabá   | Brésil - Finlande | 3-1   | Match amical |

Bilan
- Total de matchs disputés : 3
- Victoires de l'équipe du Brésil : 3
- Victoires de l'équipe de Finlande : 0
- Match nul : 0

## C

### Colombie
| Date      | Lieu     | Match               | Score | Compétition  |
| 19 mai 19 | Helsinki | Finlande - Colombie | 1-3   | Match amical |

Bilan
- Total de matchs disputés : 1
- Victoires de l'équipe de Colombie : 1
- Victoires de l'équipe de Finlande : 0
- Matchs nuls : 0

### Croatie
| Date           | Lieu             | Match              | Score | Compétition                                                                 |
| 9 octobre 2016 | Tampere Finlande | Finlande - Croatie | 0-1   | Éliminatoires de la Coupe du monde de football 2018 (Zone Europe, groupe I) |
| 6 octobre 2017 | Rijeka Croatie   | Croatie - Finlande | 1-1   | Éliminatoires de la Coupe du monde de football 2018 (Zone Europe, groupe I) |

Bilan
- Total de matchs disputés : 2
- Victoires de l'équipe de Croatie : 1
- Victoires de l'équipe de Finlande : 0
- Matchs nuls : 1

## D

### Danemark

#### Confrontations
Confrontations entre les Danemark et la Finlande
|   | Date             | Lieu       | Match               | Score | Compétition                           |
| - | ---------------- | ---------- | ------------------- | ----- | ------------------------------------- |
| 1 | 20 août 2003     | Copenhague | Danemark - Finlande | 1-1   | Match amical                          |
| 2 | 2 juin 2005      | Tampere    | Finlande - Danemark | 0-1   | Match amical                          |
| 3 | 15 novembre 2011 | Esbjerg    | Danemark - Finlande | 2-1   | Match amical                          |
| 4 | 12 juin 2021     | Copenhague | Danemark - Finlande | 0-1   | Championnat d'Europe de football 2020 |

#### Bilan
Au 25 juin 2021
- Total de matchs disputés : 2
- Victoires du Danemark : 3
- Matchs nuls : 1
- Victoires de la Finlande : 1
- Total de buts marqués par le Danemark : 3
- Total de buts marques par la Finlande : 1

## E

### Émirats arabes unis

#### Confrontations
Confrontations entre les Émirats arabes unis et la Finlande :
|   | Date            | Lieu  | Match                          | Score | Compétition  |
| - | --------------- | ----- | ------------------------------ | ----- | ------------ |
| 1 | 12 février 1990 | Dubaï | Émirats arabes unis - Finlande | 1-1   | Match amical |

#### Bilan
Au 12 avril 2019 :
- Total de matchs disputés : 1
- Victoires des Émirats arabes unis : 0
- Matchs nuls  : 1
- Victoires de la Finlande : 0
- Total de buts marqués par les Émirats arabes unis : 1
- Total de buts marqués par la Finlande : 1

### Espagne
| Date             | Lieu              | Match              | Score | Compétition                                    |
| 25 juin 1969     | Helsinki Finlande | Finlande - Espagne | 2-0   | Qualifications Coupe du monde de football 1970 |
| 15 octobre 1969  | La Línea Espagne  | Espagne - Finlande | 6-0   | Qualifications Coupe du monde de football 1970 |
| 23 janvier 1985  | Alicante Espagne  | Espagne - Finlande | 3-1   | Match amical                                   |
| 2 juin 1994      | Tampere Finlande  | Finlande - Espagne | 1-2   | Match amical                                   |
| 30 novembre 1994 | Malaga Espagne    | Espagne - Finlande | 2-0   | Match amical                                   |
| 17 octobre 2007  | Helsinki Finlande | Finlande - Espagne | 0-0   | Match amical                                   |

Bilan
- Total de matchs disputés : 6
- Victoires de l'équipe d'Espagne : 4
- Victoires de l'équipe de Finlande : 1
- Matchs nuls : 1

## F

### France
| Date              | Lieu               | Match             | Score | Compétition                                |
| 25 septembre 1960 | Helsinki Finlande  | Finlande - France | 1-2   | Qualifications pour la Coupe du monde 1962 |
| 28 septembre 1961 | Paris France       | France - Finlande | 5-1   | Qualifications pour la Coupe du monde 1962 |
| 14 novembre 1992  | Paris France       | France - Finlande | 2-1   | Qualifications pour la Coupe du monde 1994 |
| 8 septembre 1993  | Tampere Finlande   | Finlande - France | 0-2   | Qualifications pour la Coupe du monde 1994 |
| 29 mai 1996       | Strasbourg France  | France - Finlande | 2-0   | Match amical                               |
| 5 juin 1998       | Helsinki Finlande  | Finlande - France | 0-1   | Match amical                               |
| 8 septembre 2012  | Helsinki Finlande  | Finlande - France | 0-1   | Qualifications pour la Coupe du monde 2014 |
| 15 octobre 2013   | Saint-Denis France | France - Finlande | 3-0   | Qualifications pour la Coupe du monde 2014 |
| 11 novembre 2020  | Saint-Denis France | France - Finlande | 0-2   | Match amical                               |

Bilan
- Total de matches disputés : 9
- Victoires de l'équipe de France : 8
- Victoire de l'équipe de Finlande : 1
- Match nul : 0
- Buts pour l'équipe de France : 18
- Buts pour l'équipe de Finlande : 5

## I

### Italie
| Date              | Lieu              | Match             | Score    | Compétition                                |
| 29 juin 1912      | Traneberg Suède   | Finlande - Italie | 3-2 a.p. | Jeux olympiques 1912 (Premier tour)        |
| 20 juillet 1939   | Helsinki Finlande | Finlande - Italie | 2-3      | Match amical                               |
| 4 novembre 1964   | Gênes Italie      | Italie - Finlande | 6-1      | Qualifications pour la Coupe du monde 1966 |
| 13 juin 1965      | Helsinki Finlande | Finlande - Italie | 0-2      | Qualifications pour la Coupe du monde 1966 |
| 5 juin 1975       | Helsinki Finlande | Finlande - Italie | 0-1      | Qualifications pour l'Euro 1976            |
| 27 septembre 1975 | Rome Italie       | Italie - Finlande | 0-0      | Qualifications pour l'Euro 1976            |
| 8 juin 1977       | Helsinki Finlande | Finlande - Italie | 0-3      | Qualifications pour la Coupe du monde 1978 |
| 15 octobre 1977   | Turin Italie      | Italie - Finlande | 6-1      | Qualifications pour la Coupe du monde 1978 |
| 27 mai 1994       | Parme Italie      | Italie - Finlande | 2-0      | Match amical                               |
| 29 mars 2003      | Palerme Italie    | Italie - Finlande | 2-0      | Qualifications pour l'Euro 2004            |
| 11 juin 2003      | Helsinki Finlande | Finlande - Italie | 0-2      | Qualifications pour l'Euro 2004            |
| 17 novembre 2004  | Messine Italie    | Italie - Finlande | 1-0      | Match amical                               |

Bilan
- Total de matchs disputés : 12
- Victoires de l'équipe d'Italie : 10
- Victoires de l'équipe de Finlande : 1
- Match nul : 1

## J

### Japon
Confrontations entre la Finlande et le Japon :
| Date            | Lieu     | Match            | Score | Compétition  |
| 18 février 2006 | Shizuoka | Japon - Finlande | 2-0   | Match amical |
| 4 février 2009  | Tokyo    | Japon - Finlande | 5-1   | Match amical |

Bilan
Total de matchs disputés : 2
- Victoires de l'équipe du Japon : 2
- Match nul : 0
- Victoire de l'équipe de Finlande : 0

## L

### Liechtenstein
| Date        | Lieu           | Match                    | Score | Compétition  |
| 7 juin 2017 | Turku Finlande | Finlande - Liechtenstein | 1-1   | Match amical |

Bilan
- Total de matchs disputés : 1
- Victoires de l'équipe de Finlande : 0 (0 %)
- Victoires de l'équipe du Liechtenstein : 0 (0 %)
- Match nul : 1 (100 %)

## M

### Maroc
| Date            | Lieu             | Match            | Score | Compétition  |
| 23 février 1994 | Casablanca Maroc | Maroc - Finlande | 2-0   | Match amical |

Bilan
- Total de matchs disputés : 1
- Victoires de l'équipe de Finlande : 0 (0 %)
- Victoires de l'équipe du Maroc : 1 (100 %)

## P

### Pays-Bas
| Date              | Lieu               | Match               | Score | Compétition                                            |
| 4 juillet 1912    | Stockholm Suède    | Pays-Bas - Finlande | 9-0   | Jeux olympiques d'été de 1912                          |
| 16 juin 1949      | Helsinki Finlande  | Finlande - Pays-Bas | 1-4   | Match amical                                           |
| 11 juin 1950      | Helsinki Finlande  | Finlande - Pays-Bas | 4-1   | Match amical                                           |
| 27 octobre 1951   | Rotterdam Pays-Bas | Pays-Bas - Finlande | 4-4   | Match amical                                           |
| 25 septembre 1974 | Helsinki Finlande  | Finlande - Pays-Bas | 1-3   | Qualifications pour l'Euro 1976                        |
| 3 septembre 1975  | Nimègue Pays-Bas   | Pays-Bas - Finlande | 4-1   | Qualifications pour l'Euro 1976                        |
| 31 mai 1989       | Helsinki Finlande  | Finlande - Pays-Bas | 0-1   | Qualifications pour la Coupe du monde de football 1990 |
| 15 septembre 1989 | Rotterdam Pays-Bas | Pays-Bas - Finlande | 3-0   | Qualifications pour la Coupe du monde de football 1990 |
| 17 avril 1991     | Rotterdam Pays-Bas | Pays-Bas - Finlande | 2-0   | Qualifications pour l'Euro 1992                        |
| 5 juin 1991       | Helsinki Finlande  | Finlande - Pays-Bas | 1-1   | Qualifications pour l'Euro 1992                        |
| 13 octobre 2004   | Amsterdam Pays-Bas | Pays-Bas - Finlande | 3-1   | Qualifications pour la Coupe du monde de football 2006 |
| 8 juin 2005       | Helsinki Finlande  | Finlande - Pays-Bas | 0-4   | Qualification pour la Coupe du monde de football 2006  |
| 7 septembre 2010  | Rotterdam Pays-Bas | Pays-Bas - Finlande | 2-1   | Qualification pour l'Euro 2012                         |
| 6 septembre 2011  | Helsinki Finlande  | Finlande - Pays-Bas | 0-2   | Qualification pour l'Euro 2012                         |

Bilan
- Total de matchs disputés : 14
- Victoires de l'équipe des Pays-Bas : 11
- Victoires de l'équipe de Finlande : 1
- Matchs nuls : 2

### Portugal
| Date              | Lieu              | Match               | Score | Compétition                     |
| 22 septembre 1982 | Helsinki Finlande | Finlande - Portugal | 0-2   | Qualifications pour l'Euro 1984 |
| 21 septembre 1983 | Lisbonne Portugal | Portugal - Finlande | 5-0   | Qualifications pour l'Euro 1984 |
| 22 janvier 1986   | Leiria Portugal   | Portugal - Finlande | 1-1   | Match amical                    |
| 12 septembre 1990 | Helsinki Finlande | Finlande - Portugal | 0-0   | Qualifications pour l'Euro 1992 |
| 11 septembre 1991 | Porto Portugal    | Portugal - Finlande | 1-0   | Qualifications pour l'Euro 1992 |
| 27 mars 2002      | Porto Portugal    | Portugal - Finlande | 1-4   | Match amical                    |
| 6 septembre 2006  | Helsinki Finlande | Finlande - Portugal | 1-1   | Qualifications pour l'Euro 2008 |
| 21 novembre 2007  | Porto Portugal    | Portugal - Finlande | 1-1   | Qualifications pour l'Euro 2008 |
| 11 février 2009   | Faro Portugal     | Portugal - Finlande | 1-0   | Match amical                    |

Bilan
- Total de matchs disputés : 9
- Victoires de l'équipe du Portugal : 4
- Victoires de l'équipe de Finlande : 1
- Matchs nuls : 4

## R

### Russie (et URSS)
| Date         | Lieu  | Match                   | Score | Compétition             |
| 30 juin 1912 | Suède | Finlande - Empire russe | 2-1   | Jeux Olympiques de 1912 |

| Date             | Lieu             | Match           | Score | Compétition                                      |
| 29 juin 1952     | Finlande         | Finlande - URSS | 0-2   | Amical                                           |
| 27 juillet 1957  | Union soviétique | URSS - Finlande | 2-1   | Qualifications pour la Coupe du monde 1958       |
| 15 août 1957     | Finlande         | Finlande - URSS | 0-10  | Qualifications pour la Coupe du monde 1958       |
| 27 juillet 1963  | Union soviétique | URSS - Finlande | 7-0   | Qualifications pour les Jeux Olympiques de 1964  |
| 1er août 1963    | Finlande         | Finlande - URSS | 0-4   | Qualifications pour les Jeux Olympiques de 1964  |
| 30 août 1967     | Union soviétique | URSS - Finlande | 2-0   | Qualifications pour le Championnat d'Europe 1968 |
| 6 septembre 1967 | Finlande         | Finlande - URSS | 2-5   | Qualifications pour le Championnat d'Europe 1968 |
| 16 juillet 1972  | Finlande         | Finlande - URSS | 1-1   | Amical                                           |
| 5 avril 1978     | Union soviétique | URSS - Finlande | 10-2  | Amical                                           |
| 4 juillet 1979   | Finlande         | Finlande - URSS | 1-1   | Qualifications pour le Championnat d'Europe 1980 |
| 31 octobre 1979  | Union soviétique | URSS - Finlande | 2-2   | Qualifications pour le Championnat d'Europe 1980 |
| 13 octobre 1982  | Union soviétique | URSS - Finlande | 2-0   | Qualifications pour le Championnat d'Europe 1984 |
| 1er juin 1983    | Finlande         | Finlande - URSS | 0-1   | Qualifications pour le Championnat d'Europe 1984 |
| 15 mai 1984      | Finlande         | Finlande - URSS | 1-3   | Amical                                           |
| 7 mai 1986       | Union soviétique | URSS - Finlande | 0-0   | Amical                                           |
| 17 août 1988     | Finlande         | Finlande - URSS | 0-0   | Amical                                           |

| Date             | Lieu                    | Match             | Score | Compétition                                      |
| 16 août 1995     | Helsinki Finlande       | Finlande - Russie | 0-6   | Qualifications pour le Championnat d'Europe 1996 |
| 15 novembre 1995 | Moscou Russie           | Russie - Finlande | 3-1   | Qualifications pour le Championnat d'Europe 1996 |
| 15 octobre 2008  | Moscou Russie           | Russie - Finlande | 3-0   | Qualifications pour la Coupe du monde 2010       |
| 10 juin 2009     | Helsinki Finlande       | Finlande - Russie | 0-3   | Qualifications pour la Coupe du monde 2010       |
| 16 juin 2021     | Saint petersburg Russia | Finlande-Russia   | 0-1   | Euro 2021                                        |

Bilan
- Total de matchs disputés : 22
- Victoires de l'équipe de Finlande : 1
- Victoires des équipes de l'Empire russe, d'URSS et de Russie : 16
- Matchs nuls : 5

## S

### Serbie-et-Monténégro
| Date            | Lieu                          | Match                           | Score | Compétition                     |
| 16 octobre 2002 | Belgrade Serbie-et-Monténégro | Serbie-et-Monténégro - Finlande | 2-0   | Qualifications pour l'Euro 2004 |
| 7 juin 2003     | Helsinki Finlande             | Finlande - Serbie-et-Monténégro | 3-0   | Qualifications pour l'Euro 2004 |

Bilan
- Total de matchs disputés : 2
- Victoires de l'équipe de Serbie et Monténégro : 1
- Victoires de l'équipe de Finlande : 1
- Match nul : 0

### Suisse
| Date             | Lieu              | Match             | Score | Compétition                                            |
| 19 mai 1976      | Kuopio Finlande   | Finlande - Suisse | 1-0   | Match amical                                           |
| 5 octobre 1977   | Zurich Suisse     | Suisse - Finlande | 2-0   | Match amical                                           |
| 6 octobre 1996   | Helsinki Finlande | Finlande - Suisse | 2-3   | Qualifications pour la Coupe du monde 1998             |
| 6 septembre 1997 | Lausanne Suisse   | Suisse - Finlande | 1-2   | Qualifications pour la Coupe du monde de football 1998 |
| 19 novembre 2008 | Saint-Gall Suisse | Suisse - Finlande | 1-0   | Match amical                                           |

Bilan
- Total de matchs disputés : 5
- Victoires de l'équipe de Suisse : 3 (60 %)
- Victoires de l'équipe de Finlande : 2 (40 %)
- Match nul : 0 (0 %)

## T

### Turquie
| Date              | Lieu                | Match              | Score | Compétition                                            |
| 17 juin 1924      | Helsinki Finlande   | Finlande - Turquie | 2-4   | Match amical                                           |
| 25 août 1976      | Helsinki Finlande   | Finlande - Turquie | 2-1   | Match amical                                           |
| 6 avril 1977      | Ankara Turquie      | Turquie - Finlande | 1-2   | Match amical                                           |
| 31 octobre 1984   | Antalya Turquie     | Turquie - Finlande | 1-2   | Qualifications pour la Coupe du monde de football 1986 |
| 25 septembre 1985 | Tampere Finlande    | Finlande - Turquie | 1-0   | Qualifications pour la Coupe du monde de football 1986 |
| 12 février 1992   | Adana Turquie       | Turquie - Finlande | 1-1   | Match amical                                           |
| 4 octobre 1995    | Helsinki Finlande   | Finlande - Turquie | 0-0   | Match amical                                           |
| 2 juin 1996       | Helsinki Finlande   | Finlande - Turquie | 1-2   | Match amical                                           |
| 12 février 1997   | Denizli Turquie     | Turquie - Finlande | 1-1   | Match amical                                           |
| 14 octobre 1998   | Istanbul Turquie    | Turquie - Finlande | 1-3   | Qualifications pour l'Euro 2000                        |
| 5 juin 1999       | Helsinki Finlande   | Finlande - Turquie | 2-4   | Qualifications pour l'Euro 2000                        |
| 29 mai 2008       | Duisbourg Allemagne | Finlande - Turquie | 0-2   | Match amical                                           |
| 26 mai 2012       | Salzbourg Autriche  | Finlande - Turquie | 3-2   | Match amical                                           |
| 24 mars 2017      | Antalya Turquie     | Turquie - Finlande | 2-0   | Qualifications pour la Coupe du monde de football 2018 |
| 9 octobre 2017    | Turku Finlande      | Finlande - Turquie | 2-2   | Qualifications pour la Coupe du monde de football 2018 |

Bilan
- Total de matchs disputés : 15
- Victoires de l'équipe de Finlande : 6
- Victoires de l'équipe de Turquie : 5
- Match nul : 4

### Tunisie
Voici la liste des confrontations entre l'équipe de Finlande de football et l'équipe de Tunisie de football :
| Date             | Lieu              | Match              | Score | Compétition  |
| ---------------- | ----------------- | ------------------ | ----- | ------------ |
| 3 février 1988   | Helsinki Finlande | Finlande - Tunisie | 3-0   | Match amical |
| 11 novembre 1990 | Tunis Tunisie     | Tunisie - Finlande | 1-2   | Match amical |
| 7 novembre 1992  | Tunis Tunisie     | Tunisie - Finlande | 1-1   | Match amical |

Bilan
- Total de matchs disputés : 3
- Victoires de la Finlande : 2
- Victoires de la Tunisie : 0
- Matchs nuls : 1